# Samir Frangieh

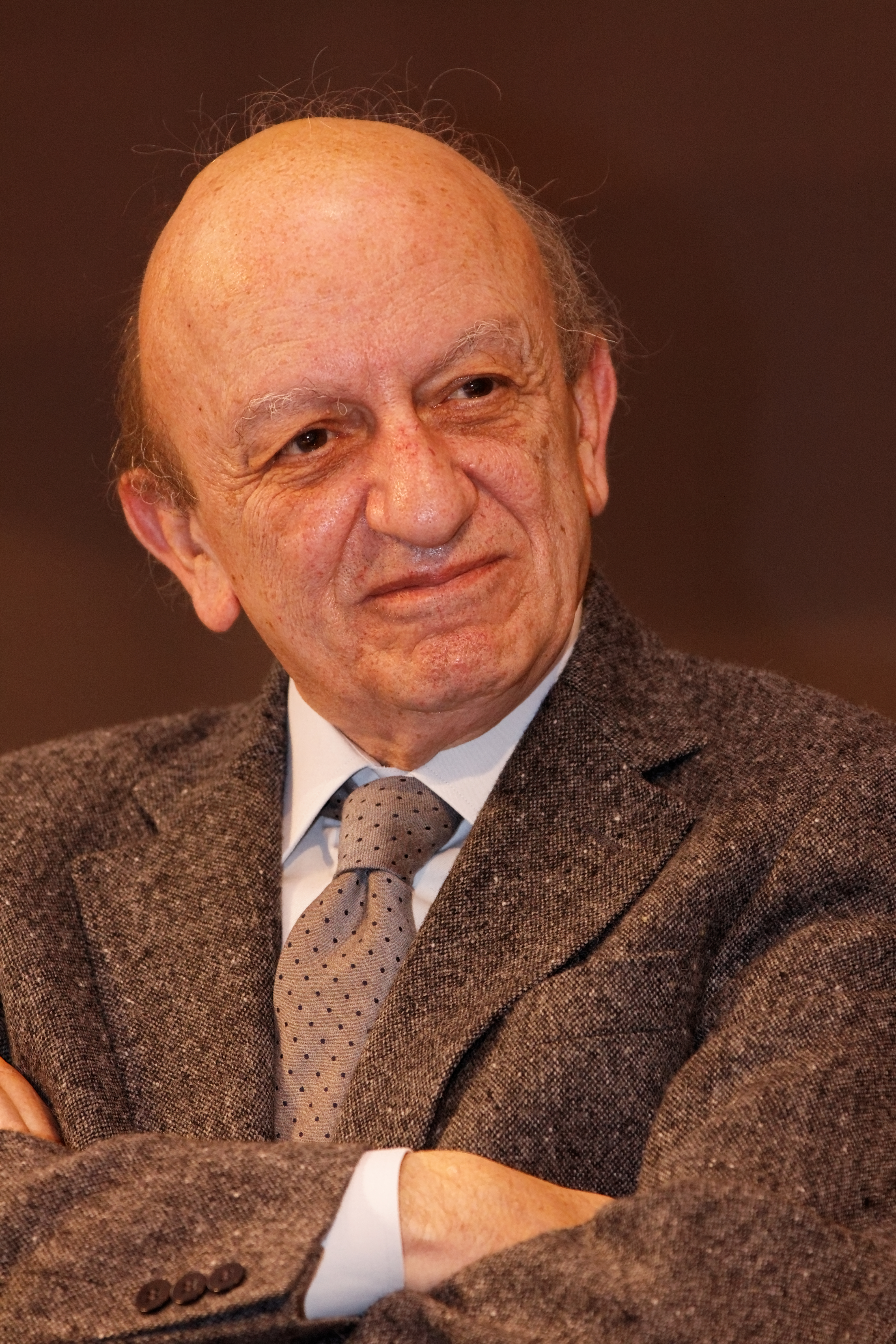
Samir Frangieh (2012)

Samir Bey Frangieh (arabisch سمير فرنجية, DMG Samīr Faranǧiyya; * 12. April 1945 in Zgharta; † 11. April 2017 in Beirut) war ein libanesischer Politiker und ein linker Intellektueller.

## Werdegang
Frangieh wurde am 12. April 1945 in Zgharta geboren. Er stammt aus einer alten politischen Familie, der Familie Frangieh. Er ist der Sohn von Hamid Kabalan Frangieh und Lamia Michel (geborene Raffoul). Hamid Frangieh war der ältere Bruder von Suleiman Frangieh, der Präsident des Libanon war (1970–1976). Suleiman Frangieh Jr. war Samir Frangiehs Cousin.
Frangieh war ein führender Journalist. Während der Amtszeit von Präsident Émile Lahoud war er einer der Oppositionsführer, die versuchten, enge Verbündete des Präsidenten herauszufordern. Die Oppositionsgruppe wurde außerdem von Rafiq al-Hariri und Walid Dschumblat geführt. Frangieh war ein politischer Verbündeter von Dschumblatt. Frangieh war auch Mitbegründer der Qurnat-Schahwan-Sammlung. Darüber hinaus war er Teil des Bündnisses vom 14. März und Mitglied seines Generalsekretariats. Er war der Autor des „Beirut Manifesto“, das am 22. Juni 2004 in Le Monde veröffentlicht wurde. Das Manifest, das von libanesischen Intellektuellen und bedeutenden Persönlichkeiten des öffentlichen Lebens unterzeichnet wurde, stellte die Dominanz Syriens im Libanon in Frage. Bei den allgemeinen Wahlen 2005 wurde er Mitglied des libanesischen Parlaments und vertrat die Gemeinde Zgharta. Bei den allgemeinen Wahlen 2009 wurde Frangieh jedoch nicht in die Wahlliste des Bündnisses vom 14. März aufgenommen.
Frangieh war der Autor von „The Journey to the Extreme of Violence“, das 2011 veröffentlicht wurde. Er starb am 11. April 2017 unmittelbar vor seinem Geburtstag im Krankenhaus Hôtel-Dieu in Beirut.